# Дракон і Джордж
«Дракон і Джордж» (англ. «The Dragon and the George») — американський роман у жанрі фентезі Гордона Руперта Діксона 1976 року. Цей роман є першим у серії «Лицар-Дракон».
Роман був вільно адаптований до анімаційного фільму «Політ драконів» 1982 року від кінокомпанії Rankin/Bass Animated Entertainment.

## Біографія
Джим Еккерт має докторський ступінь з середньовічної історії та сподівається отримати посаду викладача в університеті штату Міннесота, де він працює асистентом професора історії. Він заручений з Енджі Фаррелл, яка здобуває докторський ступінь з англійської літератури й працює лаборантом у випускника факультету психології Ґроттвальдського університету Вейнара Гансена. Під час одного з експериментів Ґроттвальда з астральної проєкції Енджі раптово зникає. Щоб знайти її, Джим одягає апарат, який вона випробовувала, і виявляє, що його свідомість спроєктована у світ середньовічного фентезі, в якому його розум вселяється в тіло дракона, на ім'я Ґорбаш.
Два інших дракони, Смерґол і Бряґ, захопили Енджі. Попри те, що Джим є драконом, йому вдається переконати Енджі у своїй ідентичності та він намагається загіпнозувати її, щоб повернути в реальний світ, але вона відмовляється зі страху, що він залишиться позаду. Вони звертаються за допомогою до мага Кароліна, який вимагає плату у вигляді скарбу Ґорбаша, але Джим не знає його місцеперебування. Бряґ викрадає Енджі й відвозить її до Вежі Відрази, а Каролін радить Джиму зібрати супутників для допомоги в організації порятунку. Джим знайомиться з лицарем сером Браяном Невіллом-Смітом, який співчуває його скрутному становищу, і вони вирушають на порятунок придворної пасії сера Браяна, леді Ґеронди, з лап лиходія сера Г'ю. Дорогою на них нападають істоти, яких називають піщаними мірками, але їх рятує балакучий вовк Араґ, який є другом Ґорбаша. Араґ не вірить розповіді Джима про те, що він застряг у тілі Ґорбаша, але погоджується супроводжувати його і сера Браяна. До них приєднуються лучниця Даніель, валлійський лучник Дафідд ап Гайвел і розбійник Джайлз з Волду. Прибувши до замку Мальверн, загін намагається врятувати леді Ґеронду, але Джим отримує поранення від сера Г'ю. Одужавши, він дізнається, що Смерґол і Каролін приєдналися до пошуків, хоча у Смерґола розвивається інсульт, і тому його можливості обмежені. Джим намагається вирушити до Вежі Відрази наодинці, але, зустрівши ще більше піщаних мірок, повертається до своїх супутників.
Наступного ранку Джим дізнається, що сер Г'ю спіймав дракона, на ім'я Секог. За допомогою своїх товаришів Джиму вдається прогнати сера Г'ю та його людей, звільнити Секога і подолати піщані мірки. Група прибуває до Вежі Відрази, де вони стикаються з Бряґом, жахливим хробаком, людожером, піщаними мірками та гарпіями. З допомогою Смерґола Джим бореться з людожером, сер Браян — з черв'яком, Араґ — з піщаними мірками, Дафідд — з гарпіями, Смерґол і Секог — з Бряґом, а Каролін вступає в бій, використовуючи магію. Героям вдається здолати ворогів, але Смерґол гине, а Дафідд отримує поранення.
Джим знаходить Енджі, яка розповідає, що її розум деякий час перебував у тілі Джима. Після деяких роздумів Джим і Енджі вирішують залишитися у світі фантазій. Каролін розлучає Джима з Ґорбашем, і група святкує рішення Джима.